# Erateina pisca
Erateina pisca är en fjärilsart som beskrevs av Druce 1893. Erateina pisca ingår i släktet Erateina och familjen mätare. Inga underarter finns listade i Catalogue of Life.